# Ижиков, Вячеслав Николаевич
Вячеслав Николаевич Ижиков (род. 14 февраля 1958) — архитектор-реставратор, автор множества православных церквей.

## Биография
- 1980 — окончил архитектурный факультет Горьковского инженерно-строительного института.
- 1980—1984 — работал в Белгородском филиале Росгипропищепрома архитектором-проектировщиком, после ассистентом кафедры «Архитектура» Ивановского инженерно-строительного института.
- 1984—1987 — очная аспирантура при ЦНИИП градостроительства, Москва.
- 1988 — защитил кандидатскую диссертацию по теме: «Планировочная организация системы обслуживания пассажиров на автомобильных дорогах в районах массового туризма».
- 1988—1990 — ведущий архитектор-реставратор в Переславском реставрационном управлении.
- 1990—1991 — главный архитектор Переславля.
- 1991—1992 — главный архитектор Переславского национального парка.
- 1992—1993 — главный архитектор Переславля.
- с 1993 года, в связи с инвалидностью, занят частной практикой
- с 2002 года руководит ООО «Мастерская Ижикова».
- c 2011 года возглавляет Проектное Бюро Ижикова.

Член Союза архитекторов России.
Жена — Елена Константиновна Шадунц, инженер-строитель.

## Работы

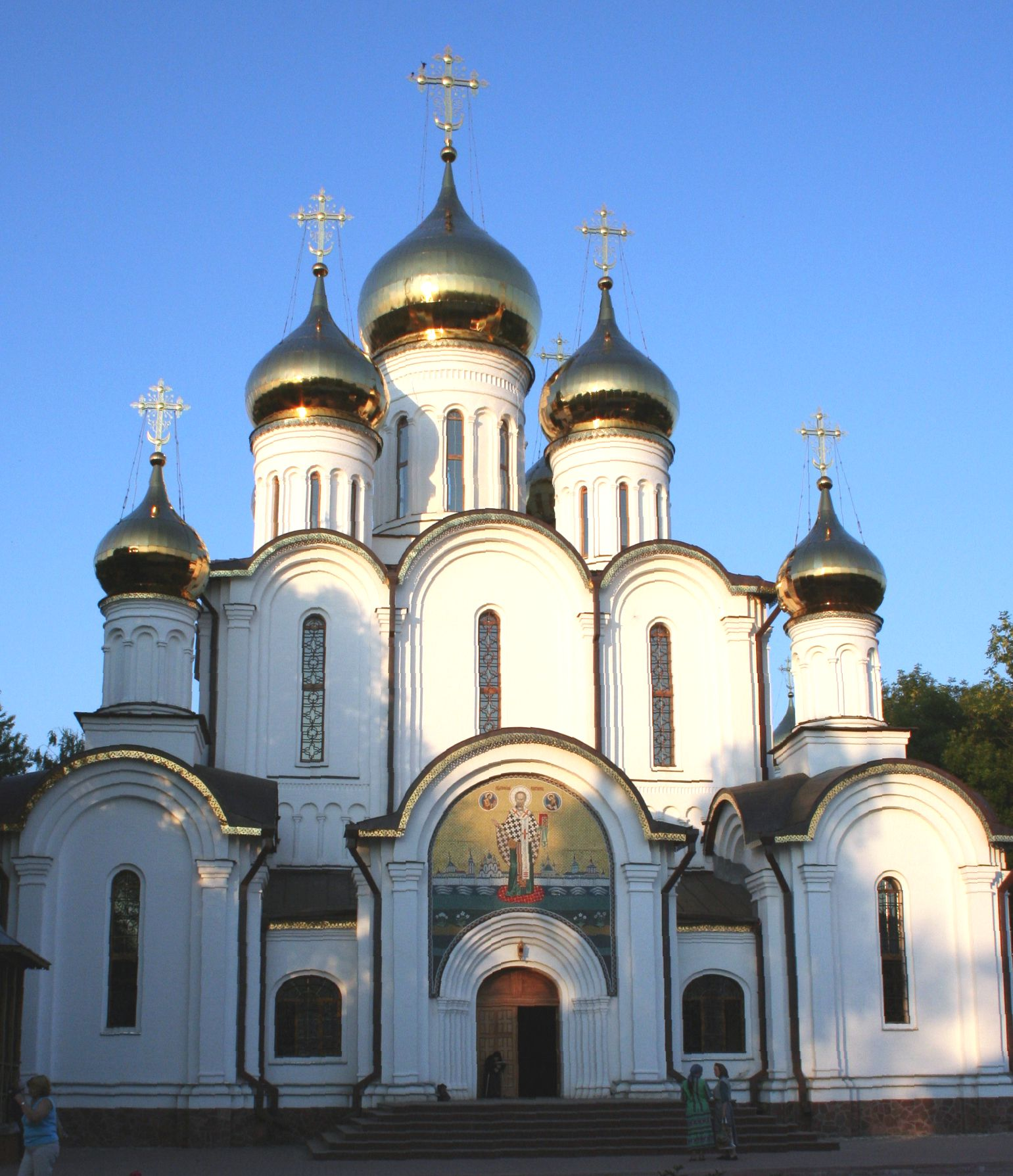
Никольский собор построен по проекту Ижикова

- Никольский собор Никольского монастыря в Переславле-Залесском.
- Церковь Георгия Победоносца в Переславле.
- Знаменская церковь на улице Трубежной в Переславле.
- Церковь Воскресения Христова в Шереметьеве.
- Часовня на источнике явления иконы великомученицы Варвары близ села Купань.
- Часовня преподобного Дмитрия Прилуцкого в деревне Веслево.
- Деревянная церковь святителя Тихона и Новомучеников Российских.
- Храм во имя блаженной Матроны Московской[1].
- Церковь Иоанна Предтечи и собора Воскресения Христова в г. Дзержинске Нижегородской области[2][3].
- Церковь Новомучеников и исповедников Орехово-Зуевских[4].
- Церковь иконы Божией Матери «Всецарица» женского монастыря в честь иконы Божией Матери «Всецарица»[5].
- Церковь священномученика Вениамина в городе Тутаев[6].
- Церковь священномученика Уара в посёлке Вешки Мытищинского района[7].
- Объекты в Краснодаре, Нижнем Тагиле, в Украине[8].

## Награды
- 2000, август — Орден преподобного Сергия Радонежского III степени.[9]
- медаль «За вклад в наследие народов России».